# Aulo Junio Pastor
Aulo Junio Pastor Lucio Cesenio Sospes (en latín: Aulus Junius Pastor Lucius Caesennius Sospes) fue un senador romano que vivió en el siglo II y desarrolló su cursus honorum durante los reinados de los emperadores Antonino Pío, y Marco Aurelio.

## Origen
Pastor provenía de una familia itálica, su padre fue Publio Junio Pastor, luego fue adoptado en la gens Caesenia.

## Carrera
Conocemos su carrera garcias una inscripción honoraria procedente de Roma, capital el Imperio, cuyo desarrollo es el siguiente:

[A(ulo) I]unio P(ubli) fil(io) Fabia 

[P]astori L(ucio) Caesenni[o] 

[S]ospiti co(n)s(uli) leg(ato) Aug(usti) 

[pr]o pr(aetore) prov(inciae) Belg(icae) leg(ato) Au[g(usti)] 4 

[le]g(ionis) XXII P(rimigeniae) P(iae) F(idelis) praet(ori) leg(ato) pro[v(inciae)]

[Asiae trib(uno)] pleb(is) q(uaestori) Aug(usti) 

[trib(uno)] mil(itum) leg(ionis) XIII Gem(inae) 

[sevir(o)] eq(uitum) Rom(anorum) IIIvir(o) [a(uro) a(rgento) a(ere) f(lando) f(eriundo)] 8

[---]ius Cocce[ianus

Pastor comenzó su carrera en Roma como triunvir monetalis dentro del vigintivirato, luego, como sevir equitum Romanorum fue líder de una turma de caballeros romanos. A esto le siguió el cargo de Tribuno laticlavio en la legio XIII Gemina en su base de Apulum (Alba Iulia, Rumanía) en Dacia. De vuelta a Roma fue, sucesivamente, cuestor del emperador Antonino Pío y tribuno de la plebe; al poco, fue enviado como legado del gobernador de la provincia de Asia, para, al retornar a Roma, desempeñar la pretura alrededor de 154. 
Probablemente entre 156 y 159 Pastor fue legado de la legio XXII Primigenia en su base de Moguntiacum (Maguncia, Alemania) en la provincia Germania Inferior, para pasar poco después, probablemente durante los años 159/160-161/162, a ser gobernador de la limítrofe provincia de la Galia Bélgica. 
En 163, de vuelta a Roma, se convirtió en cónsul ordinario  junto a Marco Poncio Leliano. Finalmente fue designado curator operum locorumque publicorum, es decir, administrador de las construcciones públicas de la ciudad de Roma, alrededor del año 165.